# Астра 1M
Астра 1M — телекоммуникационный спутник компании SES серии «Астра».
Спутник 1M (36 транспондеров) предназначен для передачи телевидения высокой чёткости, Internet и др. данных на территории Европы и Северной Африки.
Астра 1M запущен 5 ноября 2008 ракетой Протон-М/Бриз-М с космодрома Байконур.

## Конструкция
Астра 1M был создан компанией EADS Astrum на базе платформы Eurostar E3000. Спутник имеет следующие габариты (Д × Ш × В) 2,4 × 2,9 × 4,0 метра (со сложенными антеннами и солнечными батареями). На КА установлены две панели солнечных батарей с размахом 35 метров. Для вывода на ГСО на спутнике установлен ЖРД тягой 400 Н. Для коррекции орбиты аппарат оснащён 16 двигателями малой тяги, в том числе и 4 ЭРД российского производства СПД-100.
Полезная нагрузка аппарата состоит из 36 транспондеров Ku-диапазона, имеющих мощность излучения 150 Вт и ширину пропускания 26 МГц (для фиксированной связи) и 33 МГц (для телевещания).
Расчётная точка стояния — 19,2° в. д.